# Mario Mangiarotti
Mario Mangiarotti (ur. 12 lipca 1920 w Renate, zm. 9 czerwca 2019 w Bergamo) – włoski szpadzista, srebrny medalista mistrzostw świata.
Podczas mistrzostw świata w Sztokholmie w 1951 roku Włosi w składzie: Roberto Battaglia, Dario Mangiarotti, Mario Mangiarotti, Fiorenzo Marini i Carlo Pavesi wywalczyli srebrny medal w szpadzie drużynowej. Był to jego jedyny medal wywalczony w zawodach tego cyklu.
Nigdy nie wziął udziału w igrzyskach olimpijskich jako zawodnik. Sędziował za to pojedynki w szpadzie i florecie na igrzyskach olimpijskich w Rzymie w 1960. 
Szermierzami byli również jego ojciec, Giuseppe Mangiarotti, bracia Edoardo i Dario oraz bratanica, Carola Mangiarotti.